# Andrea Chalupa
Andrea Janna Chalupa, född 30 augusti 1973 i Johannebergs församling i Göteborg, är en svensk frilansjournalist, uppvuxen i Göteborg.
Hon var sommarvärd i P1:s radioprogram Sommar den 24 juni 2004.